# マリーギナ海峡
座標: 北緯73度00分 東経70度48分 / 北緯73度 東経70.8度

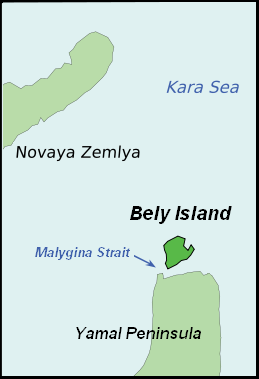

マリーギナ海峡（マリーギナかいきょう）とは、ロシア連邦チュメニ州ヤマロ・ネネツ自治管区ヤマル地区に存在する海峡。ユーラシア大陸ヤマル半島と、その北に浮かぶベルイ島の間にあり、海峡の幅は8 - 10km。シベリアに属しており、ほぼ一年中凍っている。